# 어니스트 존 오비에나
어니스트 존 우이 오비에나(영어: Ernest John Uy Obiena, 1995년 11월 17일~)는 필리핀의 육상 선수로 주 종목은 장대높이뛰기이다. EJ 오비에나(영어: EJ Obiena)로도 알려져 있으며 2020년 하계 올림픽에 필리핀 국가대표로 참가했고 2022년 세계 선수권 대회에서 동메달을 획득했다.

## 경력
아버지인 에머슨 오비에나도 필리핀 국가대표 육상 선수로 활동했다.
2016년에 싱가포르에서 5.55m 필리핀 국가 기록을 갱신했으며 2019년에 도하에서 열린 아시아 선수권 대회에서 5.71m의 기록으로 다시 필리핀 기록을 갱신하면서 필리핀 선수로는 처음으로 아시아 선수권 대회 남자 장대높이뛰기 금메달을 획득했다. 
2021년에는 일본 도쿄에서 열린 2020년 하계 올림픽에 참가하면서 첫 올림픽 출전을 달성했으며 2022년에 유진에서 열린 2022년 세계 선수권 대회에서 5.94m의 아시아 신기록과 함께 동메달을 획득하는 쾌거를 이뤄냈다. 이듬해인 2023년에는 베르겐에서 열린 베르겐 점프 챌린지 대회에서 6.00m를 기록하면서 아시아 장대높이뛰기 선수로는 최초로 6m의 벽을 넘었다.
2024년 파리 올림픽에서 결선에 진출하고 결선에서도 5m90의 기록으로 4위를 하였다.